# Somos Familia (Eslovaquia)
Somos Familia (en eslovaco: Sme Rodina) es un partido político eslovaco liderado por Boris Kollár.

## Historia
Fue fundado el 10 de noviembre de 2015 por el empresario Boris Kollár para rebautizar y renombrar un pequeño partido político llamado Nuestra Tierra (Náš Kraj). El partido obtuvo el 6.6% de los votos en la elección parlamentaria de 2016, ganando 11 escaños en el Consejo Nacional.
En la elección parlamentaria de 2020 aumentó su representación a 17 escaños y pasó a formar parte del gobierno de coalición presidido por Igor Matovič.

## Historial electoral

### Elecciones al Consejo Nacional de Eslovaquia
|  | 6.63 % |

|  | 8.24 % |

|  | 2.21 % |